# Mancomunidad Comarca de Ledesma
La mancomunidad de municipios Comarca de Ledesma es una agrupación administrativa de municipios en la provincia de Salamanca, Castilla y León, España.

## Municipios
- Aldearrodrigo
- Almenara de Tormes
- Almendra
- Añover de Tormes
- El Arco
- Barbadillo
- Calzada de Don Diego
- Calzada de Valdunciel
- Canillas de Abajo
- Carrascal de Barregas
- Doñinos de Ledesma
- Encina de San Silvestre
- Florida de Liébana
- Forfoleda
- Galindo y Perahuy
- Gejuelo del Barro
- Golpejas
- Juzbado
- Ledesma
- El Manzano
- Castellanos de Villiquera
- La Mata de Ledesma
- Monleras
- Palacios del Arzobispo
- Parada de Arriba
- El Pino de Tormes
- Rollán
- Sando
- San Pedro del Valle
- San Pelayo de Guareña
- Santa María de Sando
- Santiz
- Sardón de los Frailes
- Tabera de Abajo
- Torresmenudas
- Tremedal de Tormes
- Valdelosa
- Valdunciel
- Valverdón
- Vega de Tirados
- Villar de Peralonso
- Villarmayor
- Villasdardo
- Villaseco de los Gamitos
- Villaseco de los Reyes
- Zamayón
- Zarapicos